# Tomáš Okrouhlický
Tomáš Okrouhlický, né le 4 novembre 1985 à Prague, est un coureur cycliste tchèque.

## Palmarès
- 2008[2]
  - 3e étape de Košice-Tatras-Košice
  - 2e de Košice-Tatras-Košice
  - 2e du Tour de Vysočina
- 2009
  - 3e du championnat de République tchèque du contre-la-montre
- 2011
  - 3e du championnat de République tchèque du contre-la-montre
- 2012
  - GP Borgeres
  - 2e du Tour de l'Oder
- 2013
  - 7e étape de l'An Post Rás
  - 3e du championnat de République tchèque du contre-la-montre
- 2014
  - 6e et 7e (contre-la-montre) étapes du Bałtyk-Karkonosze Tour
- 2015
  - 2e du Tour du Sachsenring
- 2016
  - Mémorial Jana Veselého
- 2017
  - 1re étape du RBB Tour

## Classements mondiaux
| Année           | 2008   | 2009   | 2010 | 2011 | 2012 | 2013 | 2014 | 2015   | 2016   | 2017 |
| --------------- | ------ | ------ | ---- | ---- | ---- | ---- | ---- | ------ | ------ | ---- |
| UCI Europe Tour | 1 289e | 1 194e | 735e | 822e |      | 596e |      | 1 116e | 1 170e | 980e |